# Apamea cristata
Apamea cristata là một loài bướm đêm thuộc họ Noctuidae. Nó được tìm thấy ở khu vực đông bắc của Hoa Kỳ, bao gồm Michigan, New Hampshire, Maryland, New York và Pennsylvania. In Canada nó được tìm thấy ở Quebec và New Brunswick.
Sải cánh dài khoảng 42 mm.